# Moneda falsa (obra de teatro)
Moneda Falsa es una obra teatral creada por el dramaturgo uruguayo Florencio Sánchez (1985-1910). Es un sainete en tres cuadros que se estrenó en el Teatro Nacional de Buenos Aires el 8 de enero de 1907, por la Compañía de Gerónimo Podestá.
En esta breve obra de teatro, el autor muestra cómo es la vida en el bajo mundo.  

## Personajes
| - Carmen - Mujer - Ciriaca - Comisario - Moneda Falsa - Repórter - Gamberoni - Cabo - Batifondo | - Compadre 1.º - Compadre 2.º - Lungo - Pedrín - Lunfardo 1.º - Lunfardo 2.º - Lunfardo 3.º - Vasquito - Obrero 1.º | - Obrero 2.º - Oficial - Reyes - Agenciero - Jugador 1.º - Jugador 2.º - Chico 1.º - Chico 2.º |

## Argumento
Dos obreros están tomando Suisé en la taberna, es entonces cuando el Obrero 1 le paga a Carmen. Poco después Botifondio le presenta a Moneda Falsa, el cual se niega a tomar, un amigo de él llamado Gamberoni.
Aparecen dos jugadores que están sumidos en una discusión, el Jugador 1 acusa al Jugador 2 de robar tantos y Carmen les reprocha por el ruido que hacen, y por no gastar casi nada. Poco después el Jugador 1 se va. 
Moneda quiere irse del establecimiento de Carmen porque se encuentra aburrido, ella le pregunta si es por miedo, a lo que responde que no es por eso.
Pedrín, Gamberoni y Lungo se van, por eso quedan solo Moneda y Carmen en el sitio. Se ponen a hablar y se revela que Moneda es un falsificador y ladrón, que lo buscan cuando no está en la cárcel, y que lo meten en ella por robar, pero que en realidad nunca robó nada.  
Moneda piensa que Carmen es una mujer buena y de ley, entonces le pregunta si quiere escapar con él a Brasil, para comenzar una buena y honrada vida.  Además de eso, le dice que no va a circular más moneda falsa y se la devuelve (poco antes Moneda intentó cambiar billetes falsos, por eso se los da a Carmen).                                                                                                            
Al parecer, por un error de otro, Moneda terminó en prisión por seis meses cuando tan solo era un niño (9 años), y cuando salió ya tenía un apodo. 
Más adelante se muestra como Reyes, el esposo de Carmen, la amenaza para que ponga dinero falso en el baúl de Moneda Falsa. Reyes sabía que Moneda y ella estaban juntos y le dice que si lo delata la iba a matar.              
Moneda es interrogado por un Comisario, este le pregunta por un paquete de moneda falsa que se encontró en su baúl, a lo que el otro responde que no había tenido nada que ver con eso. El Comisario deja de interrogarlo y le pide que descanse. Luego Moneda Falsa habla con su madre y Carmen en la comisaría. Moneda le pide al Comisario hablar con Carmen a solas, en ese momento ella le revela que metió la moneda falsa en el baúl, pero que no fue su culpa ya que estaba siendo amenazada. Moneda le da un golpe en la cara a Carmen, su amante, y cae al suelo. Él le dice al Comisario que esos billetes se los compró a Bellini en la anterior falsificación, y se echa la culpa del crimen.

## Historia de Moneda Falsa (su pasado)
Antonio Almada, más conocido como Moneda Falsa, a la edad de tan solo 9 años robó una moneda de oro (Plomo) que tenía su madre en su cómoda y fue hacia una casa de cambio. El cambista, sin entender aquella broma, se lo entrega a la policía; esa vez fue la primera en que estuvo en la cárcel. Lo detuvieron por seis meses.
Ciriaca, la madre de Moneda, dice que el padre no trabajó para sacarlo creyendo que la cárcel lo corregiría, en cambio todo empeoró.

## Estructura
Los dos primeros cuadros resaltan la delincuencia, por eso el tercero debería ser el de la justicia, pero no es así. Por aquel motivo nos damos cuenta de que la obra no va a terminar "bien" (con un final feliz). El Comisario admite que el verdadero pez gordo es Reyes, el esposo de Carmen y que a Moneda Falsa realmente nunca se le pudo probar nada. En el tercero, Moneda se da cuenta de que Carmen lo engañó y le mintió. Además, Ciriaca tiene a su hijo como un mentiroso debido a que no le creyó cuando dijo que él no había sido el culpable del delito, Reyes se sale con la suya y al Repórter lo único que le interesa es llevar una nueva primicia.

## Espacio y tiempo
La obra está ambientada a principios del siglo XX, nos muestra distintos personajes del bajo mundo como: falsificadores, obreros, bebedores, etc. Son personajes bastante distintos a los que perfilaba en la época, ya que a principios de ese siglo no se veía a una mujer trabajando, o no era común verlas. De la misma forma, los hombres debían tener trabajos "honrados".
Moneda tiene un estilo de vida indolente, se pasa todo el día aburrido. Él en la mayoría de la obra se pasa en la taberna de Carmen pero cuando no se encuentra en la taberna, está en la cárcel.

## El final
El final puede tener dos visiones distintas, es ambiguo.            
Moneda le pega a Carmen como una muestra de sus sentimientos, ya que se sintió traicionado por ella, debido a su creencia de que era una mujer buena y de ley, pero por otra parte se podría entender como si eso fuera un acto de autoconfirmación porque es la primera decisión que él tomó con su propia voluntad y consentimiento propio, en la obra.             